# Твалчрелидзе, Антон Иванович
Анто́н Ива́нович Твалчрели́дзе (груз. ანტონ ივანეს ძე თვალჭრელიძე, 10 [22] января 1854, Цахи — 2 июля 1930, Цихисдзири) — инспектор народных училищ Ставропольской губернии (1887—1907), статский советник. Энтузиаст народного просвещения. Внёс крупный вклад в развитие ставропольского краеведения.

## Биография
Антон Иванович родился в селе Цахи Рачинского уезда Кутаисской губернии, в семье священника Иоанна (Ивана) Павловича Твалчрелидзе и его жены Марфы Григорьевны. У него были два брата, Пармен и Варлам, и сестра Саломея. Младший брат Пармен (1866—1919) впоследствии стал педагогом, общественным деятелем и известным в Грузии поэтом (печатался под псевдонимом Пармен Цахели — «Пармен из Цахи»).
Первоначальное образование А. Твалчрелидзе получил дома под руководством отца. В 16 лет он сбежал из Цахи в Кутаис, где был принят казённокоштным учеником в духовную школу и после её окончания за успехи в учёбе направлен в Тифлис. В 1876 году окончил с серебряной медалью курс в Тифлисском Александровском учительском институте, удостоен звания учителя городского училища. В том же году направлен преподавателем трёхклассного училища в город Моздок Терской области. Здесь же впервые приобщился к журналистике. Публиковал в газете «Терские ведомости» материалы о городской жизни и учебных заведениях Моздока. Во время пребывания в Моздокском городском училище был на хорошем счету, «за усердное и вполне добросовестное отношение к служебным обязанностям» несколько раз получал денежные награды по 50—100 рублей из специальных средств училища.
В 1880 году Твалчрелидзе переведён учителем-инспектором трёхклассного училища в станицу Баталпашинскую Кубанской области. В 1881 году печатался в газете «Кавказ». С 1882 года начал публиковаться в газете «Кубанские областные ведомости». В последней, в частности, поместил ряд материалов о деятельности Баталпашинского городского училища.
В 1881 году произведён в чин коллежского секретаря, в 1882-м — титулярного советника, в 1883-м — коллежского асессора.
31 октября 1885 года, с высочайшего соизволения императора Александра III, утверждён в звании директора Баталпашинского отделения Попечительного о тюрьмах общества. В 1887-м произведён в надворные советники.
9 июля 1887 года, предложением попечителя Кавказского учебного округа, А. И. Твалчрелидзе назначен инспектором народных училищ Ставропольской губернии. Благодаря своей активной деятельности Антон Иванович внёс большой вклад в организацию народного образования на Ставрополье.

Он [Твалчрелидзе] глубоко изучал работу учителей, присутствовал на уроках, проверял знания учеников. (…) Он постоянно добивался улучшения условий, в которых работали и жили учителя. Инспектор осматривал всё училищное хозяйство: здания, хозяйственные постройки. Интересовался внеклассной работой: при многих школах были мастерские, сады, огороды, пасеки. (…) Особое внимание уделялось созданию школ в тех сёлах, где их не было. В том, что в начале XX века число новых школ в губернии значительно возросло — их открыли 119, большая заслуга и инспектора А. И. Твалчрелидзе.— 
В 1889 году печатался в газете «Северный Кавказ», где поместил статьи «Ставропольская губерния», «К вопросу об открытии в Ставропольской губернии сельскохозяйственной школы для крестьянских детей» и несколько других, мелких статей.
В августе 1889-го по ходатайству ставропольского губернатора Твалчрелидзе был командирован в Тифлис на Кавказскую выставку предметов сельского хозяйства и промышленности. Здесь Антон Иванович, в то время занимавшийся пчеловодством в Ставрополе, представил свою коллекцию ульев усовершенствованных систем, образцы мёда и воска. Газета «Кавказ», подробно освещавшая работу выставки, назвала коллекцию инспектора народных училищ одной из особенно замечательных. По результатам выставки экспертная комиссия присудила ему большую серебряную медаль. Итогом командировки Твалчрелидзе стала публикация двух его материалов о Кавказской выставке в «Трудах Кавказского общества сельского хозяйства».
В декабре 1889 — январе 1890 года Антон Иванович принимал участие в Первом съезде русских деятелей по техническому и профессиональному образованию в России (Санкт-Петербург). На заседаниях третьего отделения съезда, посвящённого сельскохозяйственному образованию, он проявил интерес к обсуждению вопросов выработки подходящего типа сельскохозяйственной школы и введения в программы одноклассных и двуклассных народных училищ элементарного курса по сельскому хозяйству. В своих выступлениях Твалчрелидзе высказал мнение о «пользе основания возможно большего числа сельскохозяйственных школ» в Российской империи; предлагал организовать в женских гимназиях, епархиальных женских училищах и учительских семинариях особые курсы по сельскому хозяйству для преподавателей, внедрить в народных училищах теоретическое и практическое обучение пчеловодству и шелководству, обеспечить каждое училище участком земли не менее одной десятины для занятий садоводством, огородничеством и т. д. Также предложил заменить в народных училищах трёхлетний курс на четырёхлетний («4-е отделение должно составлять повторительное отделение и в нём учащиеся преимущественно должны обучаться сельскому хозяйству»).
В 1890-м печатал статьи педагогического содержания в разных журналах. В 1893-м второе издание составленного им учебника «Русские прописи…» было допущено особым отделом учёного комитета Министерства народного просвещения для использования в народных училищах.
Состоял действительным членом Общества для содействия распространению народного образования в городе Ставрополе:48, которое предоставляло проживавшим в губернской столице «детям обоего пола без различия их звания, национальности и вероисповедания возможность получать бесплатно или с наименьшими для них расходами образование в начальных училищах и других учебных заведениях». Избирался и переизбирался заместителем председателя его комитета. Инспектировал открытые Обществом школы, вносил предложения об улучшении материального положения их преподавателей. Например, в 1891 году комитет Общества, поддержав инициативу Твалчрелидзе, постановил выплачивать учителям своих школ через каждые пять лет их работы прибавку к жалованию по ¼ оклада (по опыту городских училищ):42.
В январе 1892 года пожалован чином коллежского советника, а в октябре того же года — статского советника.
12 ноября 1895 года А. Твалчрелидзе избран в действительные члены Кавказского отдела Русского общества птицеводства. Был членом Ставропольского губернского статистического комитета, осуществлявшего сбор сведений о состоянии сельского хозяйства и промышленности, количестве населения, земских повинностях и мирских расходах, уровне благосостояния населения губернии и др. В 1897-м в составе комиссии из представителей комитета участвовал в разработке программы для Памятной книжки Ставропольской губернии на 1898 год. Членствовал в Ставропольском отделении Ставропольского епархиального училищного совета, Ставропольском обществе содействия воспитанию и защиты детей.

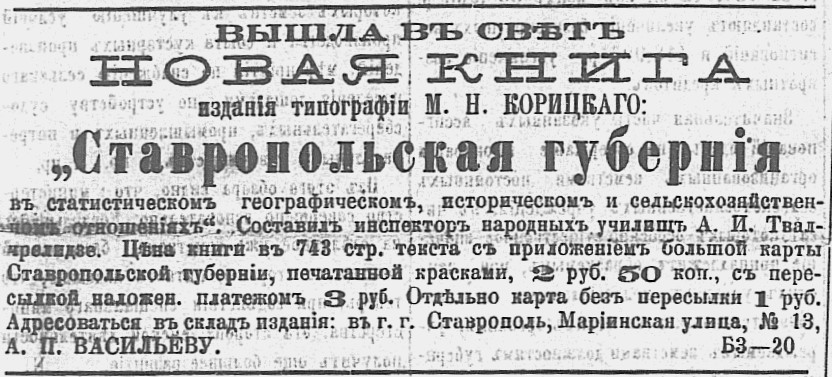
Реклама книги А. И. Твалчрелидзе «Ставропольская губерния…» в газете «Северный Кавказ» за 22 мая 1897 года

В 1897 году вышла в свет новая книга Твалчрелидзе — «Ставропольская губерния в статистическом, географическом, историческом и сельскохозяйственном отношениях» (743 страницы с приложением карты губернии на двух листах). Она была издана и отпечатана в Ставрополе в типографии М. Н. Корицкого тиражом 960 экз.. Один из экземпляров, в частности, поступил в библиотеку Педагогического музея Ставропольской дирекции народных училищ, располагавшегося в здании Ставропольского городского шестиклассного училища.
В начале XX века Антон Иванович продолжал вести активную общественную деятельность. По-прежнему состоял в Ставропольском-на-Кавказе обществе содействия воспитанию и защиты детей, был избран в действительные члены Ставропольского общества сельского хозяйства.
16 июля 1905 года А. Твалчрелидзе избран членом попечительства по устройству и заведованию Ставропольским губернским музеем при губернском статистическом комитете (с 25 ноября 1905 — Ставропольский музей Северного Кавказа). На втором заседании попечительства были в общих чертах намечены семь отделов и восемь подотделов музея и распределены обязанности по их устройству. Твалчрелидзе включили в число заведующих двумя подотделами сельскохозяйственного отдела — «Садоводство, огородничество, виноградарство и виноделие» (вместе с К. А. Запасником) и «Пчеловодство и шелководство» (вместе с С. Г. Потаповым). Музей был открыт 5 ноября 1906 года в здании губернского присутствия (впоследствии он стал основой Ставропольского государственного историко-культурного и природно-ландшафтного музея-заповедника им. Г. Н. Прозрителева и Г. К. Праве).
С 1906 года Твалчрелидзе — действительный член Общества по распространению грамотности среди грузин.
В 1907 году Антон Иванович вышел в отставку по болезни. После этого переехал в город Кисловодск Терской области, был председателем попечительского совета кисловодской гимназии, состоял в Терском областном комитете виноградарства и виноделия. Затем вернулся в Грузию, поселившись в местечке Цихисдзири (в 17 км от Батуми). По некоторым данным, он был одним из основателей Батумского ботанического сада; собрал тысячи образцов мировой флоры.
По приглашению первого ректора открывшегося в 1918 году Тифлисского университета, Петра Григорьевича Меликова, А. И. Твалчрелидзе стал проректором по экономике. Он участвовал в финансировании строительства нового корпуса вуза. Под его руководством был спроектирован и возделывался университетский сад.

В последние годы жизни Антон Иванович занимался разведением чайных и цитрусовых культур. На [его] письменном столе (…) осталась неоконченная рукопись, в которой он вёл поэтапную запись своих исследований и наблюдений. Этот труд был с профессиональным научным интересом изучен грузинскими ботаниками, работающими над проблемами субтропического растениеводства. Открытия А. Твалчрелидзе опробовали и внедрили в цитрусовых совхозах Аджарии.— 
Антон Иванович Твалчрелидзе умер в 1930 году. Похоронен на семейном кладбище в саду своего дома в Цихисдзири. Здесь же покоятся его супруга, младший сын Евгений и средний брат Варлам.

## Краеведческая деятельность
«Колонии менонитов Волдемфирст и Александерфельд»
В период работы учителем-инспектором в Баталпашинском городском трёхклассном училище Антон Иванович проявил интерес к этнографии. В 1886 году он поместил в «Сборнике материалов для описания местностей и племён Кавказа» статистико-этнографический очерк о меннонитcких колониях Волдемфирст и Александерфельд. Эта публикация стала одним из первых региональных краеведческих исследований конца XIX века, посвящённых истории и развитию отдельных поселений этнических немцев на Северном Кавказе. Твалчрелидзе удалось собрать ценный материал о составе населения колоний, хозяйственно-экономической деятельности колонистов, уровне их грамотности, вероисповедании, обрядах, традициях и др. Описание меннонитских поселений было составлено им в соответствии с программой, предложенной Кавказским учебным округом. На самого Антона Ивановича произвёл впечатление высокий уровень ведения сельского хозяйства в данных колониях, который, по его мнению, объяснялся «поголовной грамотностью меннонитов, их сельскохозяйственными познаниями и тем, что каждый из них читает сельскохозяйственные газеты и журналы и применяет на практике выводы науки».
Сборник и опубликованный в нём очерк А. И. Твалчрелидзе «Колонии менонитов Волдемфирст и Александерфельд» получили положительную оценку от председателя отдела этнографии ИОЛЕАЭ Всеволода Фёдоровича Миллера во время его выступления в Политехническом музее в декабре 1886-го:

«Пятый выпуск Сборника материалов для описания местностей и племён Кавказа» представляет собой новое указание на то, как разнородно население Кавказа, где рядом друг с другом встречаются народности и племена, стоящие на различных ступенях культуры и развития; так из 14-ти весьма интересных статей, составляющих содержание «Сборника», обращают на себя особое внимание 2: статья г. Лилова, представляющая очерк быта горских мусульман, и г. Твалчрелидзе, описывающего общины немецких менонитов в Кубанской области.— 
В рецензии, напечатанной в декабрьском номере «Журнала Министерства народного просвещения» за 1886 год, В. Ф. Миллер не только одобрительно отозвался об авторах статей пятого выпуска сборника (включая Твалчрелидзе), их этнографической деятельности, но и отметил научное и педагогическое значение подготовленных ими материалов:

Особенно отрадным явлением следует считать то, что Сборник может быть назван коллективным трудом кавказских педагогов, этих скромных тружеников, из которых некоторые, распространяя русскую культуру в каких-нибудь редко посещаемых захолустьях, например, Кубанской или Терской областей, посвящают свои досуги собиранию из первых рук ценных данных о быте окружающего их населения. Не говоря уже о научном значении таких работ, за которые исследователи Кавказа скажут кавказским педагогам великое спасибо, они несомненно принесут немалую пользу и в педагогическом отношении.— :354
Несколько страниц своей рецензии Миллер посвятил содержанию очерка Твалчрелидзе о колониях Волдемфирст и Александерфельд. По его словам, изображённая в нём картина быта немецких колонистов переносила «как будто в какой-нибудь культурный уголок Западной Европы или Америки»:357. Миллер также выразил сожаление, что «эта заносная немецкая культура не оказывает, по видимому, никакого влияния на окружающее её русское население, которое только отдаёт свою рабочую силу в наём своим богатым соседям, не перенимая у них ничего для улучшения своего быта»:359.
Интерес к публикации А. И. Твалчрелидзе нашёл отражение и в работах современных исследователей, занимавшихся историографией северокавказских немцев и меннонитов. Ценность представленных в ней сведений отметили, например, Т. Н. Плохотнюк, В. Ю. Бабкова.
«Ставропольская губерния в статистическом, географическом, историческом и сельскохозяйственном отношениях»
Главным трудом жизни Антона Ивановича Твалчрелидзе стала изданная в 1897 году книга «Ставропольская губерния в статистическом, географическом, историческом и сельскохозяйственном отношениях», над которой он работал несколько лет и которая в дальнейшем дала «мощный толчок развитию ставропольского краеведения».
В книгу вошли 145 очерков — о заштатном городе Святой Крест, сельских населённых пунктах Александровского, Новогригорьевского, Медвеженского, Ставропольского уездов (включая немецкие колонии Иогансдорф, Мартинсфельд, Фридрихсфельд и др.), а также Трухменском и Ачикулакском приставствах. По словам Твалчрелидзе, при составлении этого «краткого описания Ставропольской губернии» он, с одной стороны, руководствовался желанием «оказать содействие в изучении края», а с другой — «дать читателю подробный путеводитель по губернии и справочную книгу, отвечающую на многие вопросы их сельской жизни». Помощь в собирании материала для книги ему оказывали учителя и законоучителя училищ губернии, врачи и земские начальники. Полученную информацию Антон Иванович затем сверял с официальными данными, к которым у него, как у государственного чиновника, имелся доступ.

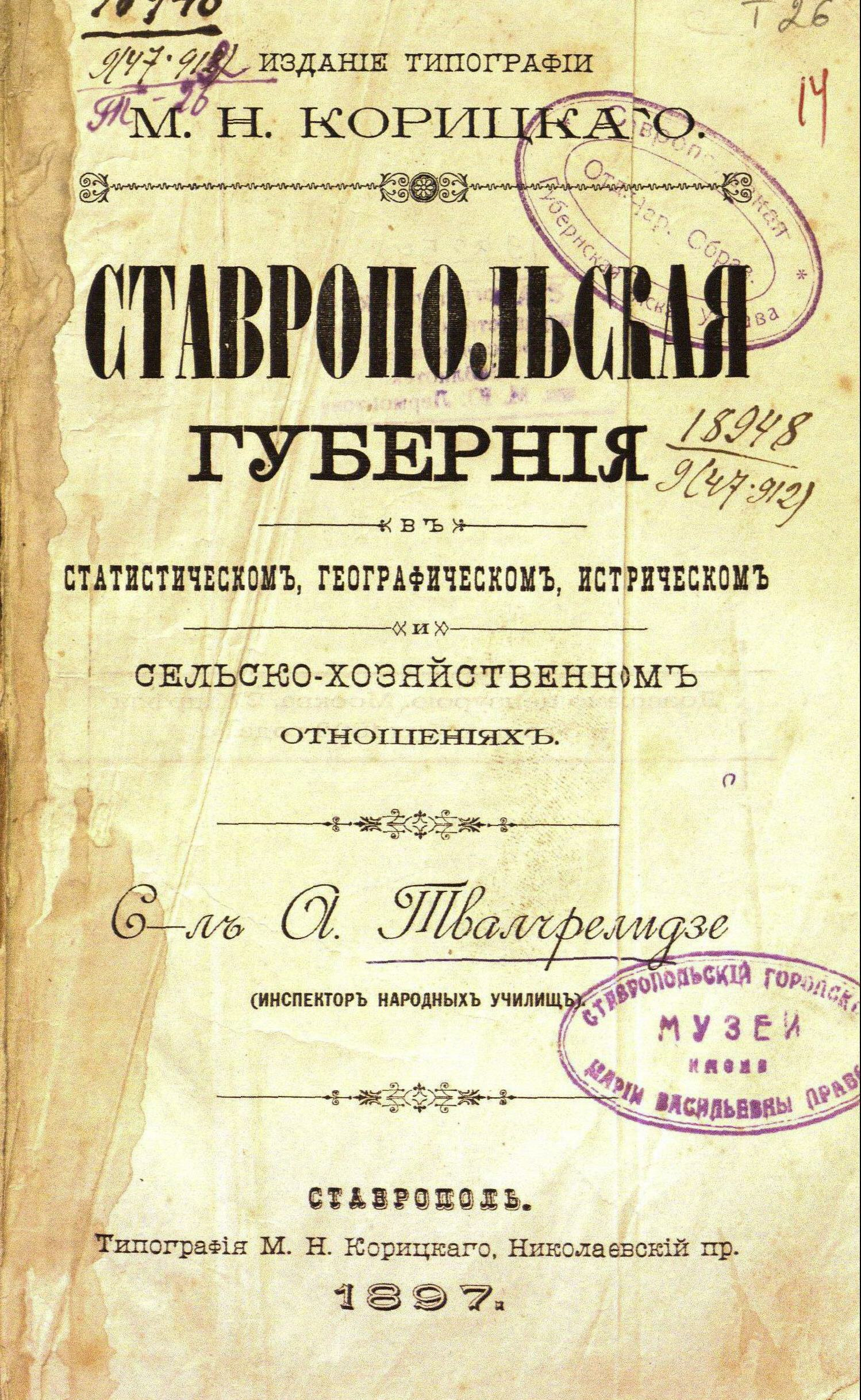
Титульный лист экземпляра книги «Ставропольская губерния…» (1897), хранящегося в фондах СКУНБ им. М. Ю. Лермонтова

Издание сочетало сравнительную полноту и обстоятельность описаний населённых пунктов с популярной и доступной формой изложения. Очерки имели однотипную структуру. Для каждого из селений были приведены данные о его географическом положении, истории, различных памятных событиях, населении, вероисповедании жителей, землевладении, водоснабжении, занятиях, промыслах, торговле, ярмарках и базарах (указывались даже цены на сельскохозяйственную продукцию и промышленные товары, производившиеся в губернии). Затем шли сведения об общественном самоуправлении, учебных заведениях, здравоохранении, путях сообщения, общественных квартирах и постоялых дворах. Как утверждают исследователи, такая схема позволяла Твалчрелидзе гибко и чётко отражать специфику того или иного населённого пункта. Поскольку автор книги состоял инспектором народных училищ, в очерках о селениях большое внимание было уделено народному образованию: давались сведения о числе школ, размерах их помещений (с указанием количества кубических аршинов воздуха в классных комнатах), о педагогических работниках, числе учащихся, содержании и т. д.
Анонимный автор рецензии, напечатанной в майском номере газеты «Северный Кавказ» за 1897 год, так отозвался об этом издании:

Книга (…) восполняет давно существовавший пробел; справочная книга по Ставропольской губ. г. Бентковского была издана в 1883 г., и конечно давным-давно устарела, в особенности если принять во внимание быстрый рост губернии за последние десятилетия. Нужда в новом справочном издании ощущалась уже давно. Поэтому надо быть признательным гг. Твалчрелидзе и [издателю] Корицкому, рискнувшим выпустить в свет свою книгу.— 
Наряду с достоинствами издания рецензент указал и на его недостатки, к которым в первую очередь отнёс несколько устаревший материал книги (сведения для неё собирались не один год и впоследствии не обновлялись). Кроме того, он посчитал «большим промахом» Твалчрелидзе отсутствие в составленном им справочнике очерка о губернском городе Ставрополе. Оценивая книгу в целом, автор рецензии заключил, что она, «как справочное издание, является весьма полезным приобретением для всякого интересующегося положением губернии».
Доктор исторических наук Николай Дмитриевич Судавцов, сравнивая книгу А. И. Твалчрелидзе с более ранними публикациями других ставропольских краеведов, назвал её «наиболее полной и как бы подводящей итог работы в XIX веке по своду данных о населённых пунктах губернии». В своей статье, посвящённой столетию издания книги, Судавцов отметил, что она была тепло принята ставропольской общественностью и особую ценность представляла для школьных педагогов, использовавших её при проведении занятий.
С момента выхода в свет справочник «Ставропольская губерния в статистическом, географическом, историческом и сельскохозяйственном отношениях» не потерял своей уникальности, продолжая и дальше оставаться одним из важнейших источников сведений по истории населённых пунктов Ставрополья.

Это одно из самых ценных дореволюционных краеведческих изданий, без которого не обходится ни один исследователь [Ставропольского] края. Все сведения приведены здесь в систему, основаны на изучении подлинных документов и являются богатым материалом для историка, краеведа, литератора. В описание органически вплетаются легенды, предания об обычаях, быте, нравах населения края.— 
В 1991 году Ставропольское краевое отделение Советского фонда культуры выпустило репринтное переиздание капитального труда Твалчрелидзе тиражом 10 000 экз., вызвавшее большой интерес у читателей и вскоре ставшее «библиографической редкостью».

## Семья
3 (15) октября 1879 года А. И. Твалчрелидзе женился на учительнице Прасковье Тимофеевне Астаховой, дочери войскового старшины Терского казачьего войска Тимофея Варламовича Астахова. В браке у них родились двое сыновей и дочь.

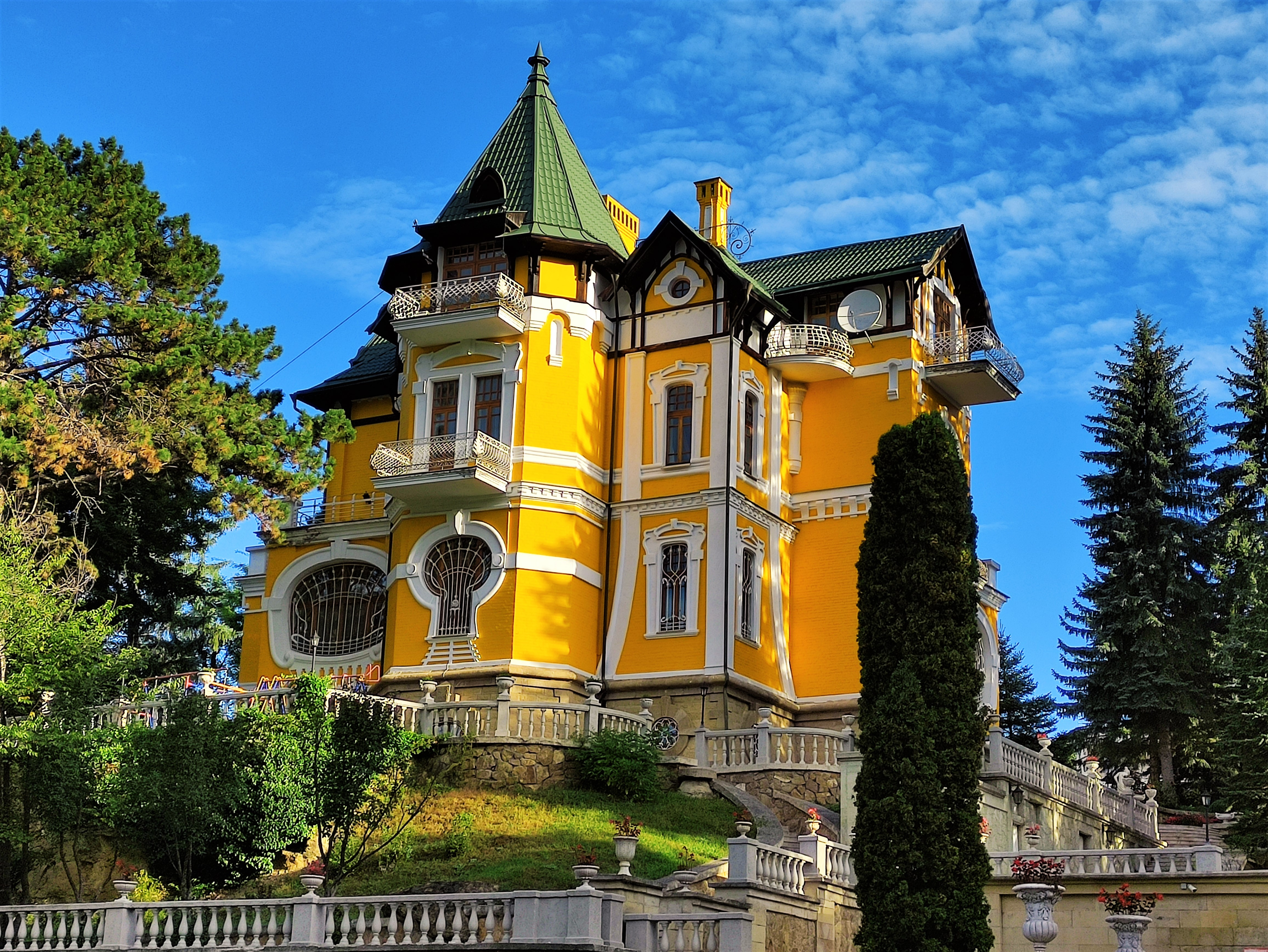
Бывшая дача Твалчрелидзе в Кисловодске (фотоснимок 2021 г.)

Дети:
- Александр Твалчрелидзе[63] (18 (30).11.1881[83] — 29.07.1957[85]), один из создателей советской грузинской геологической школы, академик АН Грузинской ССР (1941)[85][86];
- Евгений Твалчрелидзе (23.1 (4.2).1883—?), усыновлён 1887 году, с высочайшего разрешения императора Александра III, своим дедом Т. В. Астаховым[83] (не имевшим прямых наследников), став Евгением Тимофеевичем Астаховым[87][88];
- Нина Твалчрелидзе (23.10 (4.11).1888[83] — 1939[89]), жила с родителями до самой их смерти; умерла в Тбилиси, так и не выйдя замуж; похоронена на тбилисском кладбище в Вакэ[90].

Внуки:
- Николай Евгеньевич Астахов[87];
- Евгений Евгеньевич Астахов[87] (25.6.1925 — 3.3.2013), писатель и журналист[91];
- Георгий Александрович Твалчрелидзе (28.12.1914 (9.1.1915) — 1991), учёный-геолог, академик АН Грузинской ССР (1979)[85].

Семья Твалчрелидзе попеременно жила в Баталпашинске, Кисловодске, Ставрополе. По «Табели домов и дворовых мест в губернском городе Ставрополе…» (1896) за Антоном Ивановичем числился деревянный дом на Термикеловской (ныне Пригородной) улице, в котором в то время проживало 8 человек (3 мужского и 5 женского пола); по «Списку домовладельцев города Ставрополя» (1896) стоимость недвижимости инспектора народных училищ оценивалась в 1500 рублей. Согласно аттестату статского советника А. И. Твалчрелидзе, на момент увольнения со службы сам он имел «из благоприобретённого недвижимого имущества (…) каменный дом в Геленджике Черноморской губернии, и жена его из родового — земельный участок в 354 десятины и из благоприобретённого — дом в Кисловодске Терской области». Последним пристанищем супругов стало имение в Цихисдзири, купленное Антоном Ивановичем в 1910-м на деньги своего тестя, Т. В. Астахова; вместе с ними здесь поселилась их дочь Нина, которая это имение затем и унаследовала.

## Награды
- орден Святого Станислава 3-й степени (1883) — «за отлично-усердную службу»[13];
- орден Святой Анны 3-й степени (1888)[13];
- орден Святого Станислава 2-й степени (1895) — «за отлично-усердную службу и особые труды»[37];
- орден Святой Анны 2-й степени (1899)[37];
- орден Святого Владимира 4-й степени (1904)[37];
- большая серебряная медаль Кавказской выставки (1889) — «за введение улучшений в рамочных ульях, за изобретение воскотопки, за мёд и воск хорошего качества»[25].